# Arry (Somme)
Arry és un municipi francès situat al departament del Somme i a la regió dels Alts de França. L'any 2007 tenia 188 habitants.

## Demografia

### Població

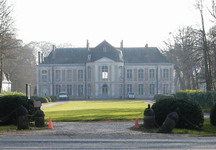
castell

El 2007 la població de fet d'Arry era de 188 persones. Hi havia 72 famílies de les quals 16 eren unipersonals (12 homes vivint sols i 4 dones vivint soles), 28 parelles sense fills i 28 parelles amb fills.
La població ha evolucionat segons el següent gràfic:
Habitants censats

### Habitatges

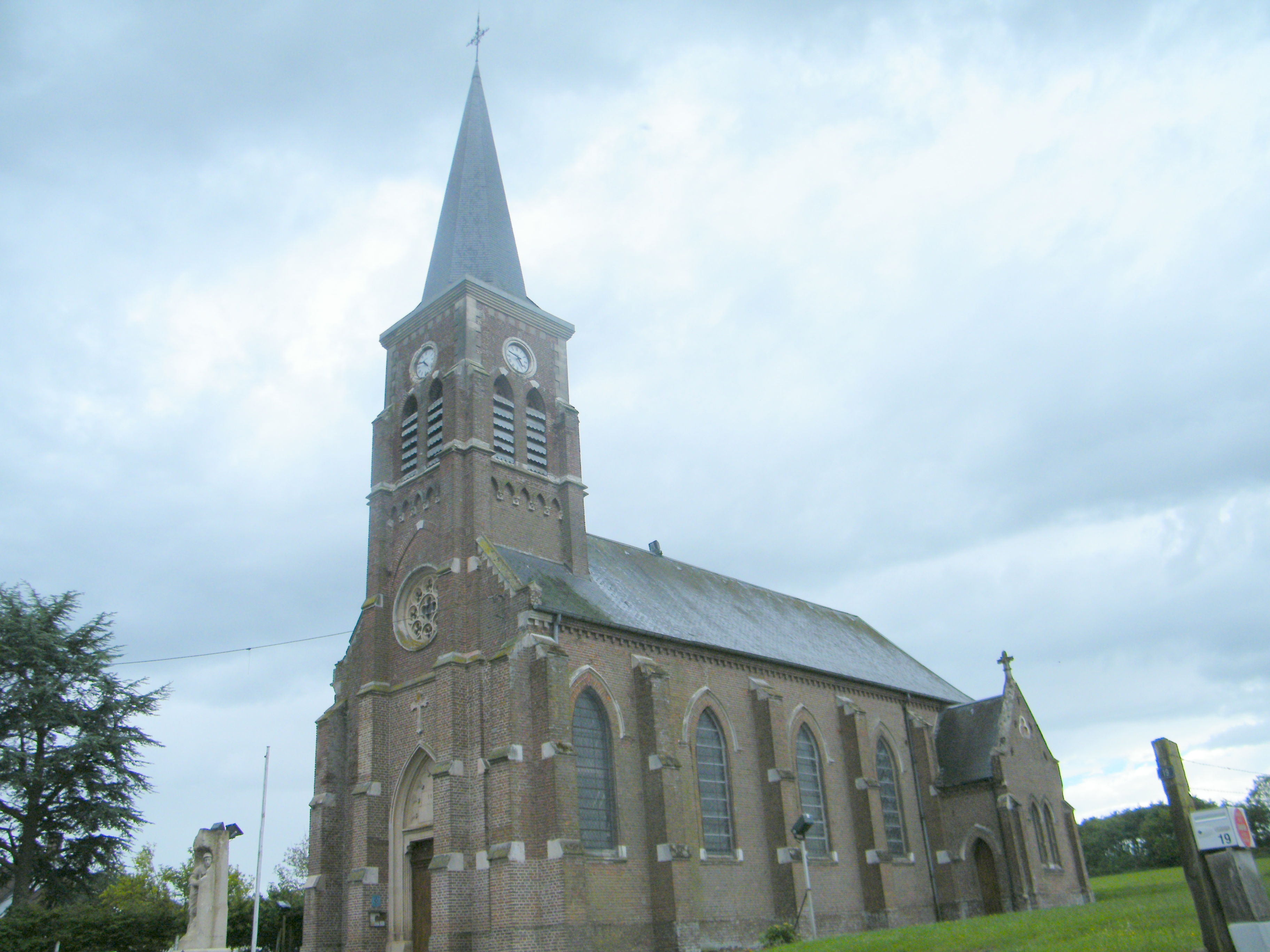
Església de Saint-Quentin

El 2007 hi havia 96 habitatges, 73 eren l'habitatge principal de la família, 19 eren segones residències i 4 estaven desocupats. 93 eren cases i 2 eren apartaments. Dels 73 habitatges principals, 52 estaven ocupats pels seus propietaris, 17 estaven llogats i ocupats pels llogaters i 4 estaven cedits a títol gratuït; 6 tenien dues cambres, 6 en tenien tres, 22 en tenien quatre i 39 en tenien cinc o més. 53 habitatges disposaven pel capbaix d'una plaça de pàrquing. A 30 habitatges hi havia un automòbil i a 30 n'hi havia dos o més.

### Piràmide de població

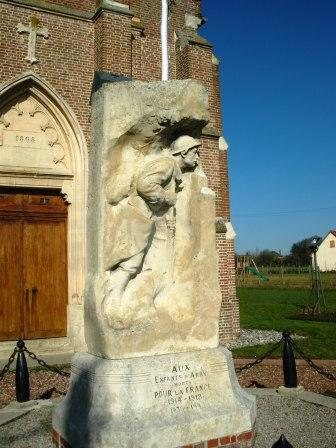

La piràmide de població per edats i sexe el 2009 era:
| Homes | Edats   | Dones |
| ----- | ------- | ----- |
| 0     | 95 o +  | 0     |
| 0     | 90 a 94 | 0     |
| 0     | 85 a 89 | 0     |
| 0     | 80 a 84 | 0     |
| 8     | 75 a 79 | 12    |
| 0     | 70 a 74 | 0     |
| 4     | 65 a 69 | 0     |
| 4     | 60 a 64 | 4     |
| 12    | 55 a 59 | 4     |
| 8     | 50 a 54 | 8     |
| 0     | 45 a 49 | 0     |
| 12    | 40 a 44 | 8     |
| 8     | 35 a 39 | 0     |
| 8     | 30 a 34 | 4     |
| 8     | 25 a 29 | 4     |
| 12    | 20 a 24 | 0     |
| 8     | 15 a 19 | 8     |
| 4     | 10 a 14 | 4     |
| 4     | 5 a 9   | 0     |
| 4     | 0 a 4   | 0     |

## Economia

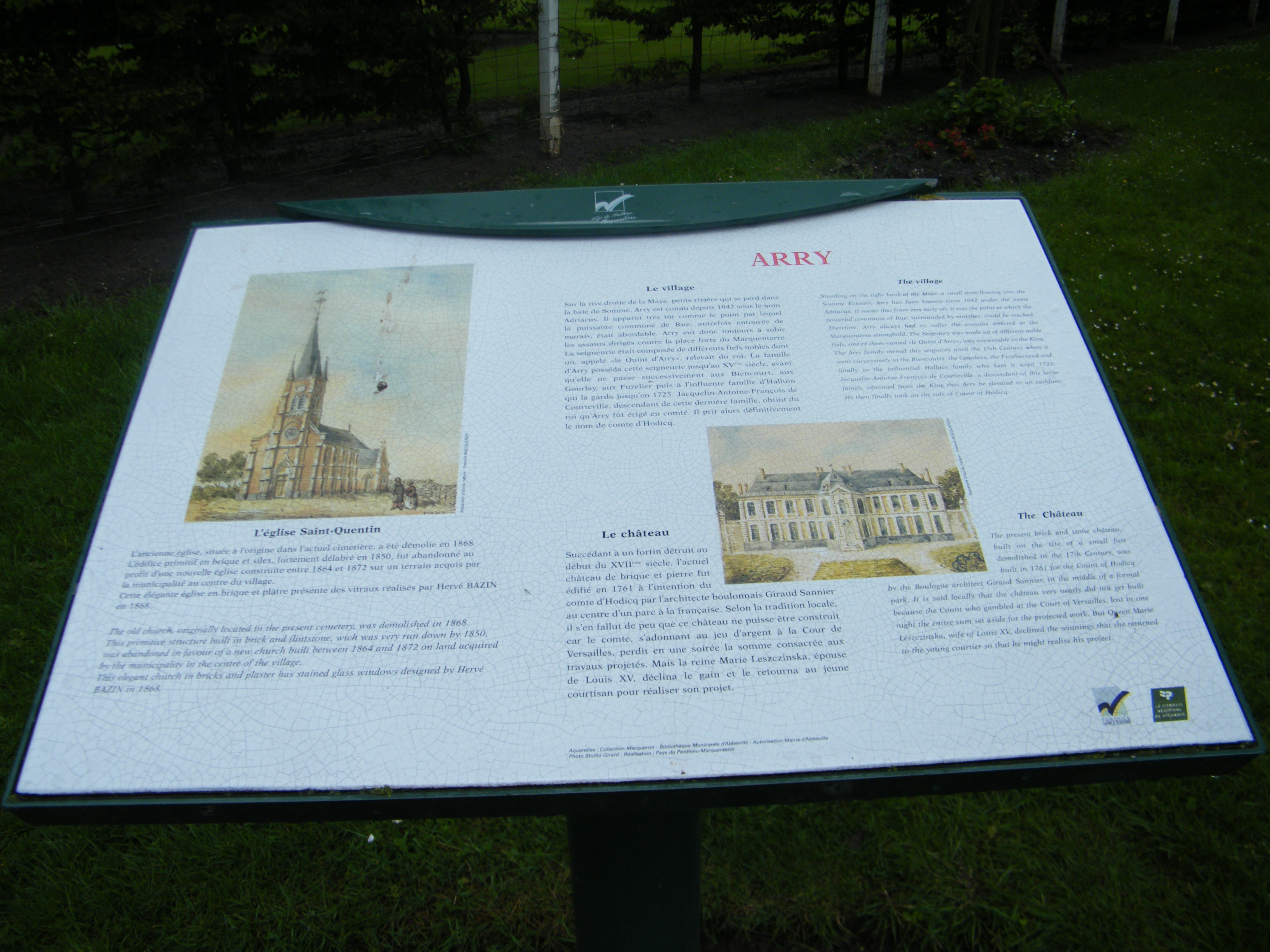

El 2007 la població en edat de treballar era de 111 persones, 79 eren actives i 32 eren inactives. De les 79 persones actives 66 estaven ocupades (34 homes i 32 dones) i 13 estaven aturades (5 homes i 8 dones). De les 32 persones inactives 9 estaven jubilades, 8 estaven estudiant i 15 estaven classificades com a «altres inactius».

### Ingressos
El 2009 a Arry hi havia 74 unitats fiscals que integraven 202 persones, la mediana anual d'ingressos fiscals per persona era de 14.188,5 €.

### Activitats econòmiques
Dels 7 establiments que hi havia el 2007, 1 era d'una empresa extractiva, 2 d'empreses de construcció, 3 d'empreses de comerç i reparació d'automòbils i 1 d'una empresa de serveis.
Dels 3 establiments de servei als particulars que hi havia el 2009, 2 eren guixaires pintors i 1 electricista.
L'únic establiment comercial que hi havia el 2009 era una botiga de material esportiu.

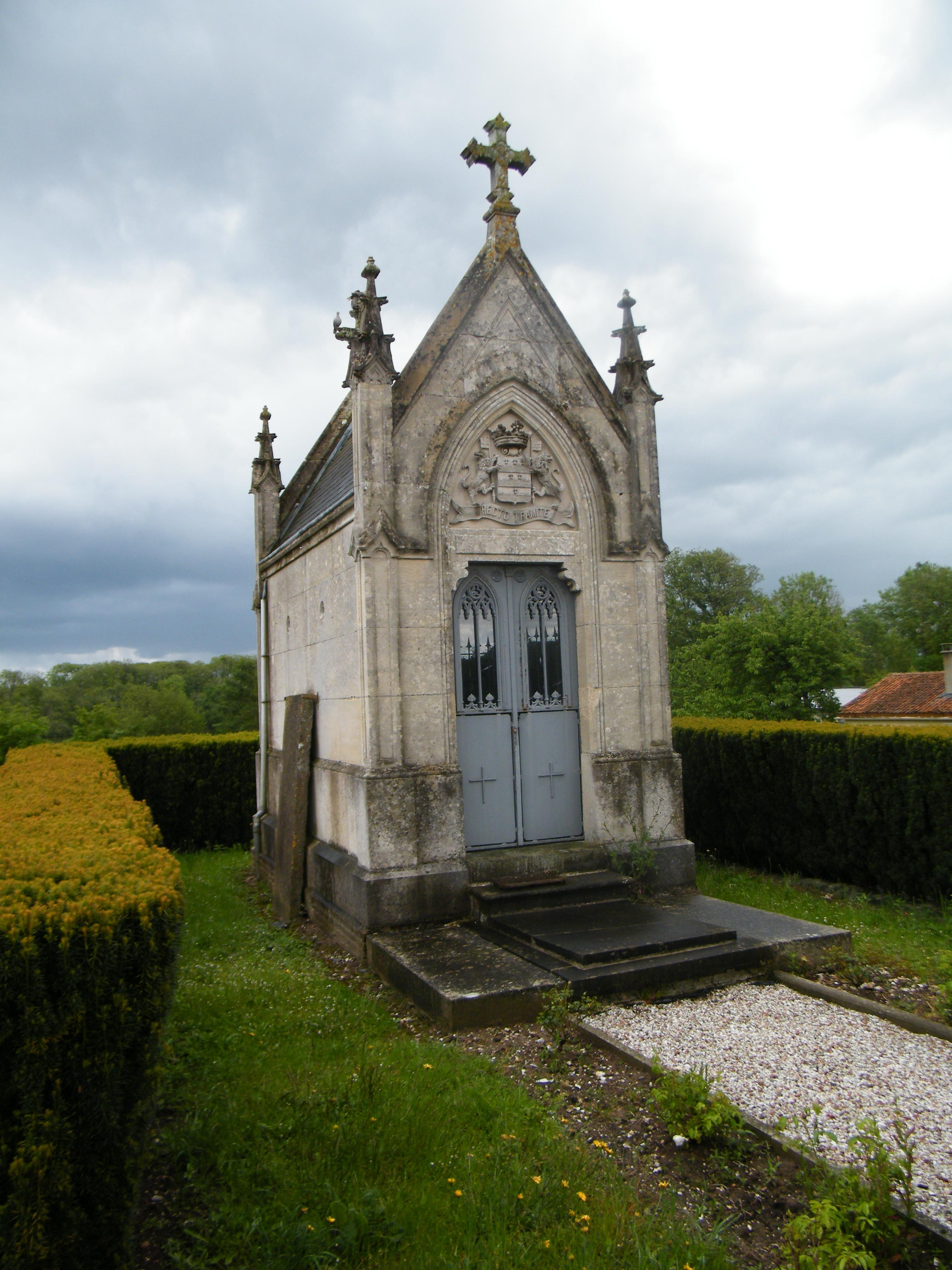

L'any 2000 a Arry hi havia 8 explotacions agrícoles.

## Equipaments sanitaris i escolars
El 2009 hi havia una escola elemental integrada dins d'un grup escolar amb les comunes properes formant una escola dispersa.

## Poblacions més properes
El següent diagrama mostra les poblacions més properes.